# Breda Ba.88
Бреда Ba.88 «Лінче» («Рись», італ. Breda Ba.88 «Lince») — італійський штурмовик, що перебував на озброєнні військово-повітряних сил Італії під час Другої світової війни.
Літак розроблявся компанією Breda в рамках замовлення двомоторного штурмовика. На момент створення Ba.88 встановив декілька світових рекордів швидкості, але не зміг проявити себе в виконанні бойових завдань, тому використовувався не довго.

## Історія створення
В січні 1936 року командування Італійських королівських ВПС видало специфікації для нового перспективного багатоцільового літака. Двомоторний штурмовик/важкий винищувач мав досягати швидкості в 470 км/год, дальність польоту 2000 км і нести важке озброєння — 2 20 мм гармати і 2 кулемети. В конкурсі взяли участь 8 фірм, і після попереднього розгляду проєкт Ba.88 інженерів Антоніо Парано і Джузеппе Панзері з фірми Breda був визнаний кращим і міністерство видало замовлення на виготовлення прототипу.
Ba.88 являв собою суцільнометалевий високоплан з шасі що прибиралось. Фюзеляж мав конструкцію напівмонокока, але з внутрішньою посиленою фермою, що значно збільшило масу літака. При конструюванні Ba.88 було використано досвід конструювання одномоторного розвідника Breda Ba.75, з останнього Ba.88 позичив хвостове оперення і крила. Перший прототип оснащувався двигунами Isotta Fraschini K14 (ліцензованою версією французького Gnome-Rhône 14K), потужністю 880 к.с. і піднявся в повітря в жовтні 1936 року. В квітні 1937 року літак встановив декілька світових рекордів швидкості, що стало гарною рекламою і пришвидшило прийняття літака на озброєння.
До осені прототип модифікували замінивши двигуни на потужніші Piaggio P.XI RC 40 (1000 к.с.), а також замінивши однокілеве оперення на двокілеве. Саме такий варіант було вирішено запустити в серійне виробництво і в 1939—1940 роках було випущено 147 літаків.

## Основні модифікації
- Ba.88 — оснащувався двигунами Piaggio P.XI RC 40, потужністю 1000 к.с. Курсове озброєння складалось з трьох 12,7 мм кулеметів Breda-SAFAT. Захисне озброєння — один 7,7 мм кулемет в кабіні стрільця. Маса бомбового навантаження — 300 кг. (3 × 100 кг бомби). Виготовлено 147 літаків, в тому числі 8 навчальних з подвійним керуванням.
- Ba.88M — переробка Ba.88 в одномісний пікіруючий бомбардувальник. Було подовжено фюзеляж і збільшено розмах крил. Двигуни замінено на Fiat A.74 RC38 потужністю 840 к.с. Замість кабіни стрільця збільшено бомбовий відсік з можливістю підвісу 500 кг бомби. Для полегшення літака також було зменшено запас палива і прибрано частину обладнання. Всього було переобладнано 35 Ba.88.

## Тактико-технічні характеристики
|                           |                           | Ba.88                  | Ba.88M             |
| ------------------------- | ------------------------- | ---------------------- | ------------------ |
| Довжина                   | Довжина                   | 10,75 м                | 11,55 м            |
| Висота                    | Висота                    | 3 м                    | 3 м                |
| Розмах крил               | Розмах крил               | 15,4 м                 | 17,7 м             |
| Площа крил                | Площа крил                | 33,34 м²               |                    |
| Маса                      | пустого                   | 4650 кг                |                    |
| Маса                      | спорядженого              | 6750 кг                | 9922 кг            |
| Двигуни                   | Двигуни                   | 2 × Piaggio P.XI RC 40 | 2 × Fiat A.74 RC38 |
| Потужність                | Потужність                | 2 × 1000 к. с.         | 2 × 840 к. с.      |
| Максимальна швидкість     | Максимальна швидкість     | 490 км/год             | 388 км/год         |
| Дальність польоту         | Дальність польоту         | 1640 км                |                    |
| Практична стеля           | Практична стеля           | 8000 м                 | 6650 м             |
| Час набору висоти 3000 м. | Час набору висоти 3000 м. | 7,5 хв.                | 11 хв.             |

## Історія використання

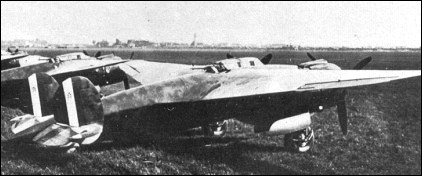
Ba.88 на землі. На хвості — італійський прапор, який буде замінений на хрест в 1940.

В травні 1939 року Ba.88 надійшли на озброєння 7-ї і 18-ї груп 5-го штурмового стормо. Перший бойовий виліт відбувся тільки через рік — 16 червня 1940 року, коли 12 Ba.88 7-ї групи розташованої на Сардинії завдали удару по французькому аеродромі на Корсиці.
В серпні 1940 року 7-ма група була перекинута в Лівію, де Ba.88 показали повну непридатність до дій в Африці. Не допомогло навіть встановлення додаткових протипилових фільтрів: 14 вересня 1940 року всі три літаки, що мали вилетіти на бойову операцію були змушені виконувати аварійну посадку. 14 і 15 числа деякі літаки все ж змогли вилетіти на завдання, але в перший день не змогли знайти ціль, а наступного дня втратили один літак був підбитий власним ППО. Через місяць з 28 наявних Ba.88 тільки 12 могли теоретично піднятись в повітря, і тільки 3 вважались боєздатними, тому групу виключили зі складу боєздатних. Зі зламаних Ba.88 були зняті двигуни і вони використовувались як обманки на лівійських аеродромах.
Модифікація Ba.88M стояла на озброєнні в 101-й і 103-й групах пікіруючих бомбардувальників, але і в цій ролі Ba.88 не проявили себе.